# Denis Bertolini
Pour les articles homonymes, voir Bertolini.
Denis Bertolini (né le 13 décembre 1977 à Rovereto, dans la province autonome de Trente dans la région du Trentin-Haut-Adige) est un coureur cycliste italien. 

## Biographie
Denis Bertolini est issu d'une famille de cyclistes. Il est le frère de Bruno Bertolini et le cousin de Thomas et Alessandro Bertolini.
Il gagne la course en ligne des Jeux méditerranéens en 2001. En 2009, il est engagé comme coureur non-UCI dans l'équipe Serramenti PVC Diquigiovanni, dont sont également membres ses cousins Thomas et Alessandro.

## Palmarès
- 1995
  - Coppa Montes
- 1998
  - Trofeo Papà Cervi
  - Gran Premio San Bernardino
  - Trofeo Grazioli Arredamenti
  - Mémorial Vincenzo Mantovani
  - 2e du Trophée Visentini
  - 3e du Gran Premio di Roncolevà
  - 3e de la Coppa Fratelli Paravano
- 1999
  - 100 Km. di Nuvolato
- 2000
  - Grand Prix De Nardi
- 2001
  -  Médaillé d'or de la course en ligne aux Jeux méditerranéens
  - Trophée Francesco Gennari
  - Coppa San Biagio
  - 2e de Vicence-Bionde
  - 3e de la Coppa Caduti Nervianesi
  - 3e du Mémorial Gigi Pezzoni
- 2004
  - 2e et 6e étapes du Circuit des Mines
  - 2e étape de la Course de la Paix

## Classements mondiaux
| Année            | 2005 | 2006 | 2007 | 2008 | 2009 |
| ---------------- | ---- | ---- | ---- | ---- | ---- |
| UCI America Tour |      |      |      |      | 374e |
| UCI Asia Tour    | 83e  |      | 259e |      |      |
| UCI Europe Tour  | 746e | 778e |      |      |      |